# 표 자동판매기

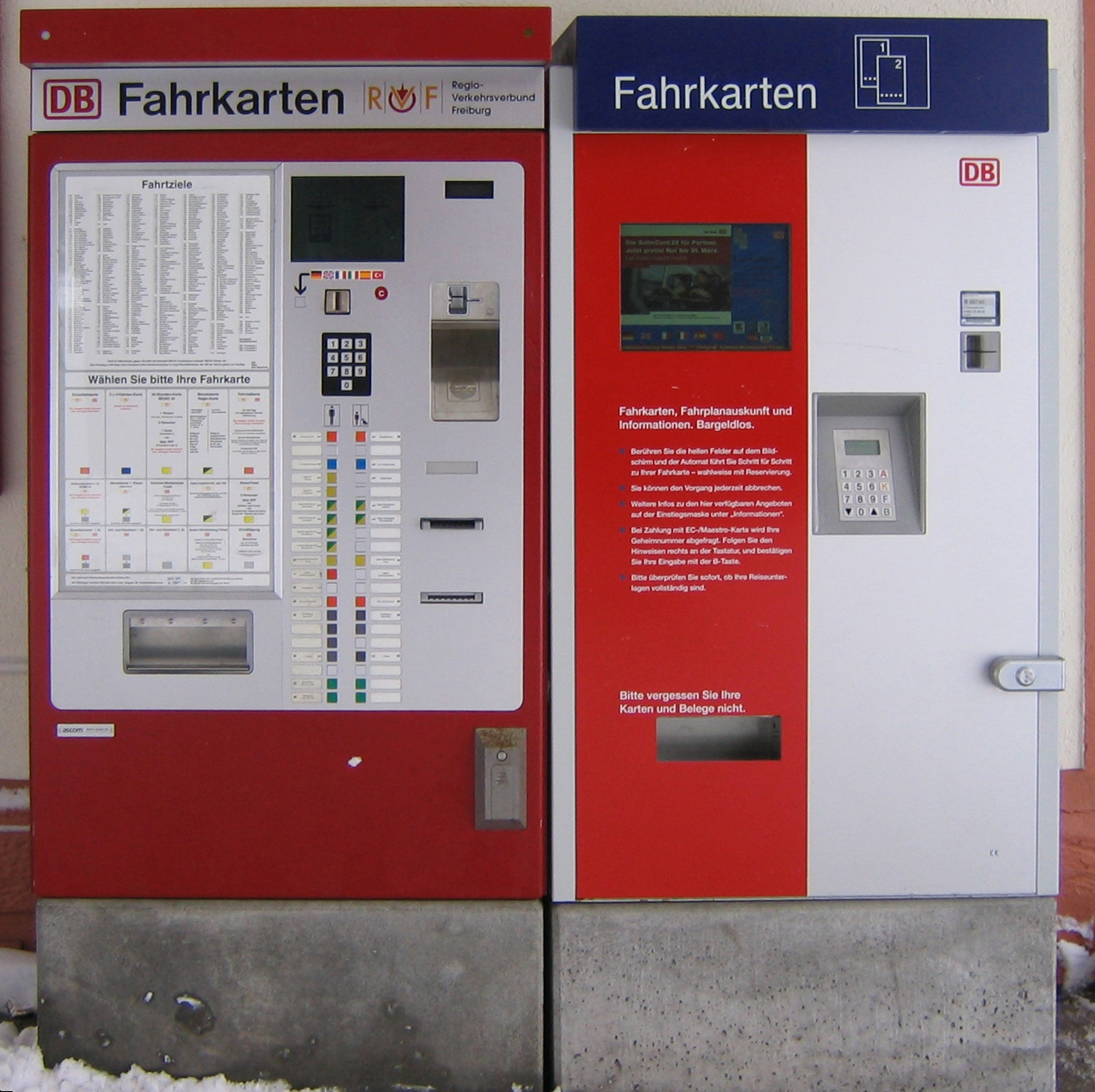
독일의 티켓 자판기

표 자동판매기는 식권, 지하철 승차권, 열차승차권, 기차승차권을 판매하는 자동판매기이다. 화면에 보이는 알맞은 승차권을 클릭하는 방식이 대다수이다. 흔히 티켓 자판기라고도 가리킨다.

## 같이 보기
- 인터랙티브 키오스크